# 智積院

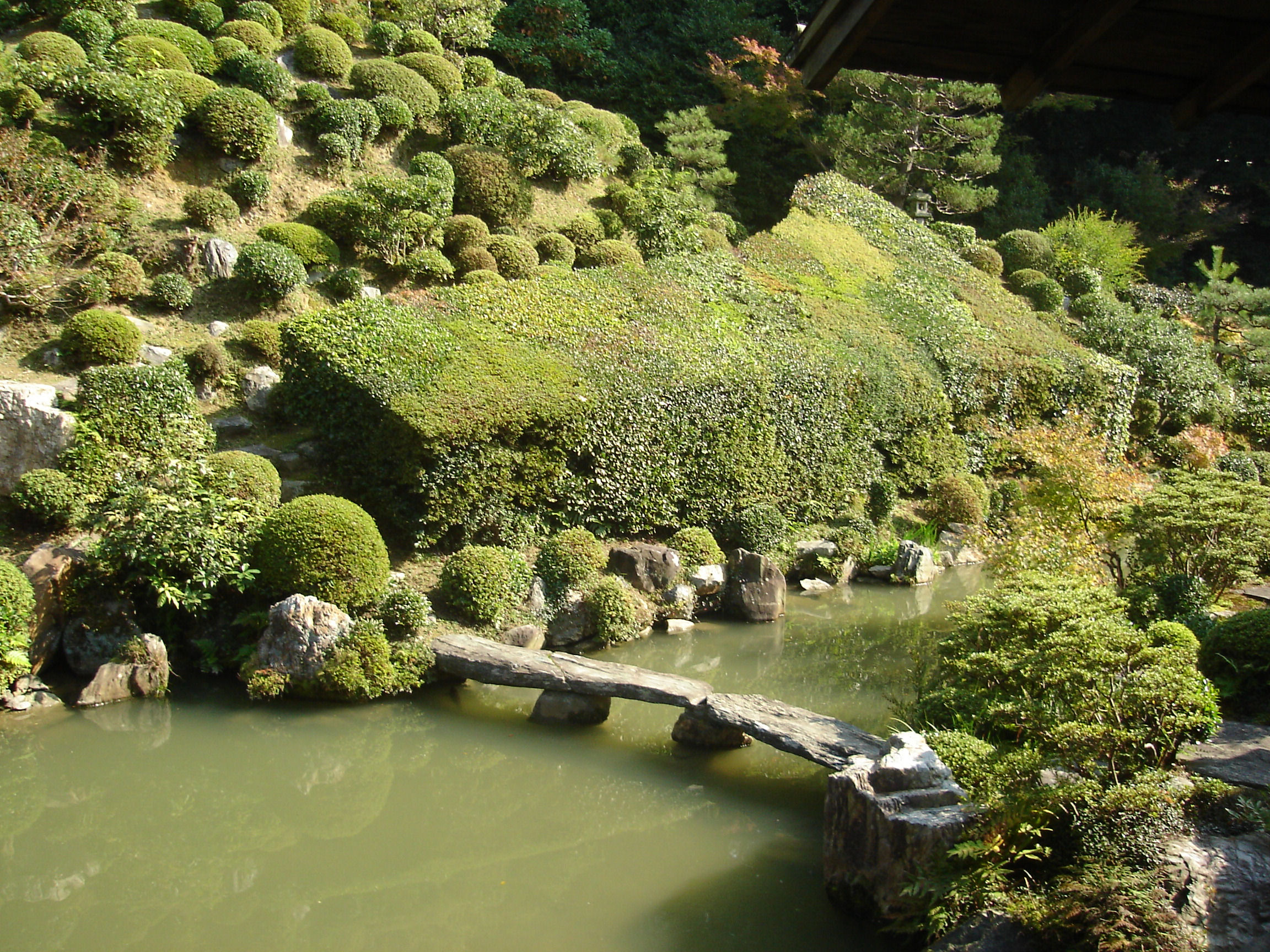
名勝庭園

智積院（ちしゃくいん）は、京都市東山区にある真言宗智山派の総本山の寺院。山号は五百佛山（いおぶさん）。寺号は根来寺（ねごろじ）。本尊は金剛界大日如来。開山は玄宥。智山派の大本山寺院としては、千葉県成田市の成田山新勝寺（成田不動）、神奈川県川崎市の川崎大師平間寺および東京都八王子市の高尾山薬王院がある。寺紋は桔梗紋。

## 歴史
智積院は、もともと紀伊国根来（現・和歌山県岩出市根来）にある大伝法院（現・根来寺）の塔頭であった。大伝法院は真言宗の僧覚鑁が大治5年（1130年）、高野山に創建した寺院だが、教義上の対立から覚鑁は高野山を去り、保延6年（1140年）大伝法院を根来に移して新義真言宗を打ち立てた。智積院は南北朝時代、この大伝法院の塔頭として、真憲坊長盛という僧が建立したもので根来山内の学問所であった。
近世に入ると根来寺は豊臣秀吉と対立し、天正13年（1585年）の根来攻めで全山炎上した。当時の根来寺には2,700もの堂舎があったという。当時、智積院の住職であった玄宥は根来攻めが行われる前に弟子たちを引き連れて寺を脱出し、高野山に逃れた。その後、玄宥は新義真言宗の法灯を守るために智積院の再興を志したが、念願がかなわないまま十数年が過ぎた。
関ヶ原の戦いで徳川家康方が勝利した翌年の慶長6年（1601年）、家康は東山の豊国社（豊臣秀吉が死後「豊国大明神」として祀られた神社）の付属寺院の土地建物を玄宥に与えた。これにより、智積院はようやく復興を遂げた。
3代目住職日誉の代、慶長20年（1615年）に豊臣氏が滅ぼされると、江戸幕府から隣接地にあった豊臣家ゆかりの禅寺・祥雲寺を与えられて吸収合併し、さらに規模を拡大させ、山号を現在も根来に名を残す山の五百佛山、復興後の智積院の寺号を根来寺とした。祥雲寺は、豊臣秀吉が3歳で死去した愛児鶴松（棄丸）の菩提を弔う為、天正19年（1591年）、妙心寺の僧・南化玄興を開山に招いて建立した寺であった。現在、智積院の所蔵で国宝に指定されている長谷川等伯一派の障壁画は、この祥雲寺の客殿に飾られていたものである。この客殿は天和2年（1682年）7月の火災で全焼しているが、障壁画は大部分が助け出され、現存している。現存の障壁画の一部に不自然な継ぎ目があるのは、火災から救出されて残った画面を継ぎ合わせた為と推定されている。
金堂は元禄14年（1701年）3月、第10世専戒僧正が発願し、桂昌院（徳川綱吉母）より与えられた金千両を基にし、学侶からの寄付金を資金として宝永2年（1705年）春に建立された。しかし、1882年（明治15年）に火災により焼失した。1947年（昭和22年）には講堂が火災にあい、当時国宝に指定されていた宸殿の障壁画のうち16面が焼失している。
1869年（明治2年）10月14日、院内南側にあった山内家（土佐藩）の煙硝倉庫が爆発。京都市中に砲声のような爆発音が響いた。
金堂は1975年（昭和50年）に再建され、次いで講堂も1995年（平成7年）に再建された。その際、講堂再建に先だって1992年（平成4年）に発掘調査を実施したところ、その結果講堂の跡地の下から祥雲寺客殿の遺構が検出され、日本でも最大規模の壮大な客殿建築であったことが改めて裏付けられた。
1970年（昭和45年）1月3日、隣接する京都市立芸術大学南校舎から出火した際には、智積院宝物殿（当時）に飛び火して大屋根を焦がしている。

## 境内
- 金堂 - 1975年（昭和50年）再建。鉄筋コンクリート造、入母屋造、瓦葺。本尊は金剛界大日如来。地下には胎蔵界大日如来が祀られている。
- あじさい園
- 光明殿 - 納骨堂。
- 明王殿（不動堂） - もとは江戸時代建立の大雲院本堂。太平洋戦争後に大雲院より譲られて現在講堂がある場所に移築されるが、講堂が再建されることになり、1992年（平成4年）に現在地に移される。祀られている不動明王は「麦つき不動」と呼ばれている。
- 鐘楼堂 - 梵鐘は「智専の鐘」と呼ばれる。1998年（平成10年）に旧宗立智山専門学校同窓生が作る智専会によって鐘と共に寄進されたもの。
- 大師堂（京都府指定有形文化財） - 寛政元年（1789年）再建。弘法大師空海を祀る。
- 鐘楼（京都府指定有形文化財） - 豊国社の末寺から移築したもの。寛文7年（1667年）建立。梵鐘は元和2年（1616年）の鋳造。
- 運敞蔵 - 延宝元年（1673年）第7世化主・運敞僧正により建立。運敞の著作などを収蔵している。
- 愛宕大権現
- 天満宮
- 白山大権現
- 藤森天王社
- 密厳堂（開山堂、京都府指定有形文化財） - 寛文7年（1667年）建立。新義真言宗の祖・興教大師覚鑁を祀る。扁額「密厳堂」は運敞僧正筆。
- 興教大師覚鑁像
- 求聞持堂（護摩堂） - 文殊堂とも呼ばれる。嘉永4年（1851年）建立。
- 第三行堂 - 学寮の遺構。
- 三社壇 - 寛文7年（1667年）勧請。
  - 三部権現社（京都府指定有形文化財） - 三部権現は智積院の総鎮守。根来寺大伝法院以来相承の守護神である。
  - 春日大明神社（京都府指定有形文化財）
  - 九社明神社（京都府指定有形文化財）
- 拝殿（京都府指定有形文化財）
- 第一行堂
- 第二行堂
- 玄宥僧正像
- 旧収蔵庫
- 唐門
- 講堂 - 1995年（平成7年）10月再建。2008年（平成20年）秋に「日本の春夏秋冬」を題材にした田淵俊夫の襖絵（墨絵）60点が奉納された[3]。以前の建物は東福門院の旧殿・対屋をもとに貞享元年（1684年）に再建された建物だったが、1947年（昭和22年）に焼失した。もともとこの地には禅寺・祥雲寺があり客殿も残っていたが、天和2年（1682年）7月の火災で焼失し、長谷川等伯一門が作成した障壁画だけが残された。
- 大書院
- 庭園（国の名勝） - 池泉鑑賞式庭園。庭園は千利休好みといわれ、国の名勝に指定されている。中国の廬山を模して造られていて、石橋より奥は禅寺・祥雲寺の時代に造られたもので、滝の落ちる正面は江戸時代に修築されたものとされる[3]。山は「廬山」を、池は「長江」をモデルにしている。そのため、池の底に粘土を敷き詰めて意図的に長江のように濁った水を再現している。東山随一の庭と呼ばれている。
- 宸殿 - 1958年（昭和33年）建立。堂本印象の障壁画などがある。
- 奥書院
- 枯山水庭園
- 法務所（本坊）
- 大玄関
- 北門
- 僧坊
- 学侶墓地
- 宗務庁 - 1926年（大正15年）建立。旧京都市立芸術大学校舎。
- 専修学院
- 智山書庫
- 宝物館 - 2023年（令和5年）春に開館。長谷川等伯一門による国宝の障壁画などを展示している。
- 智積院会館 - 宿坊。2020年（令和2年）9月1日再築。以前の会館は1966年（昭和41年）に建てられたものであったが、老朽化のために取り壊された。
- 冠木門 - 1984年（昭和59年）3月1日、智積院檀徒より寄進。
- 総門 - 東福門院の旧殿の門を移築。

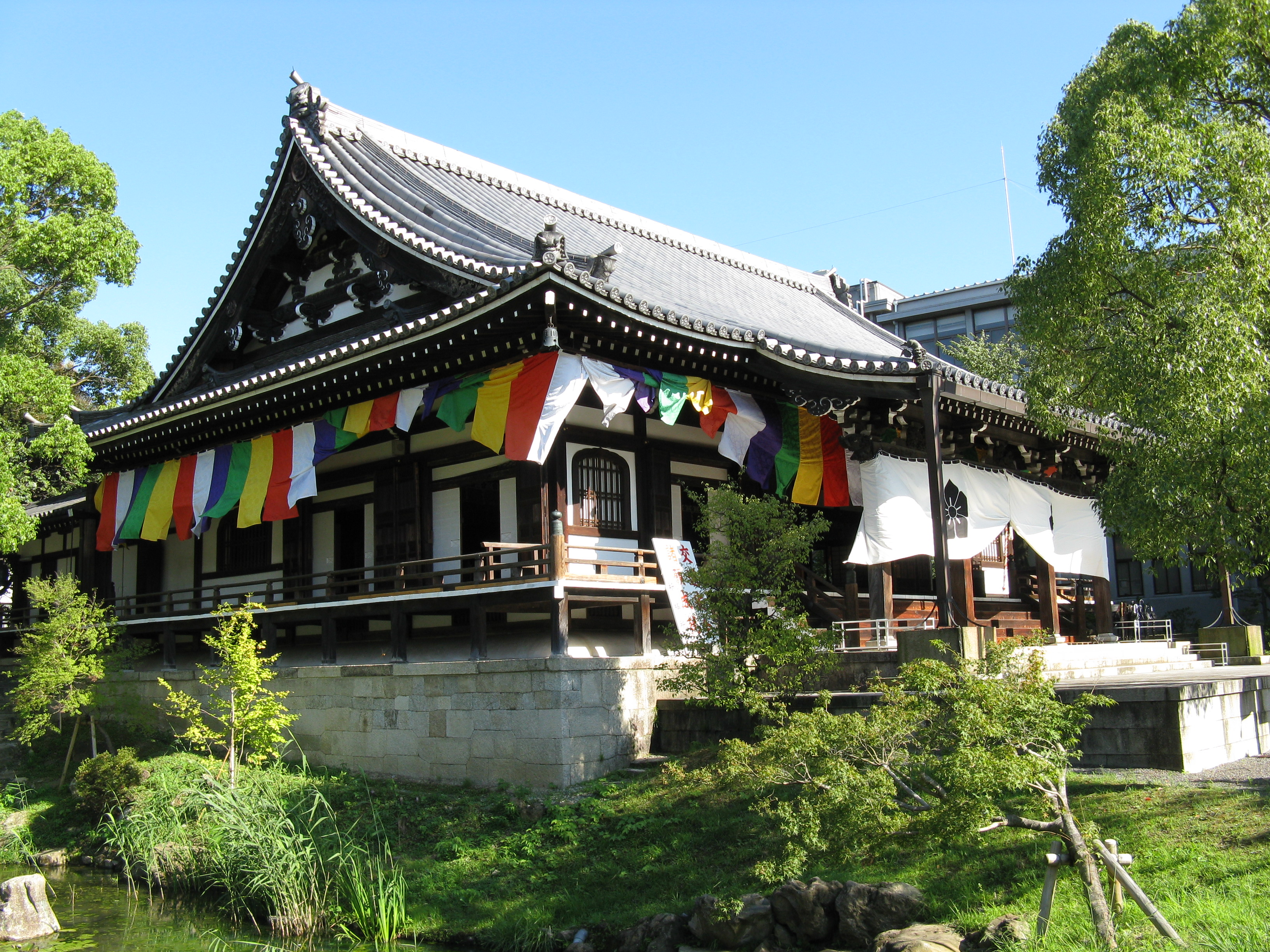
明王殿
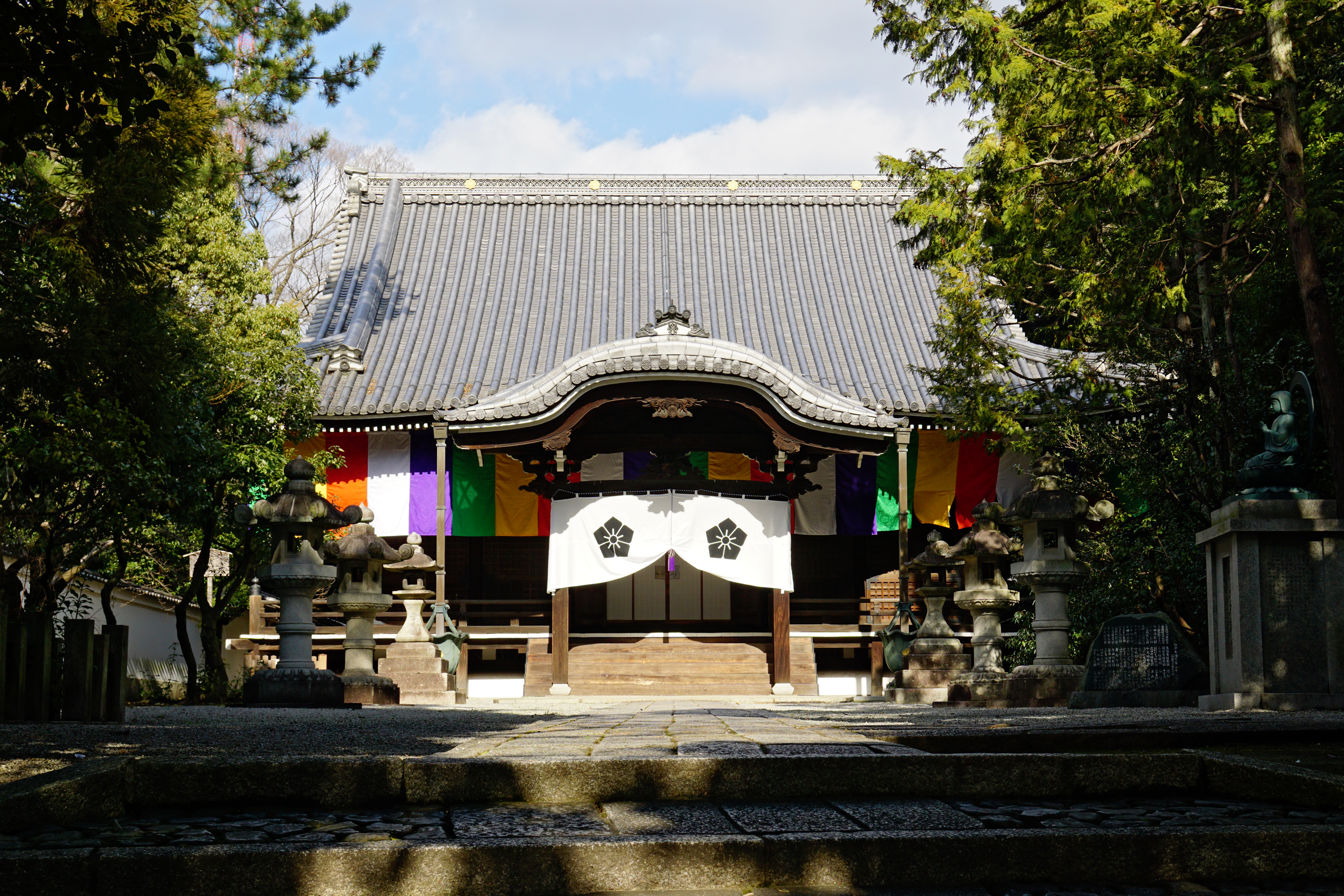
大師堂
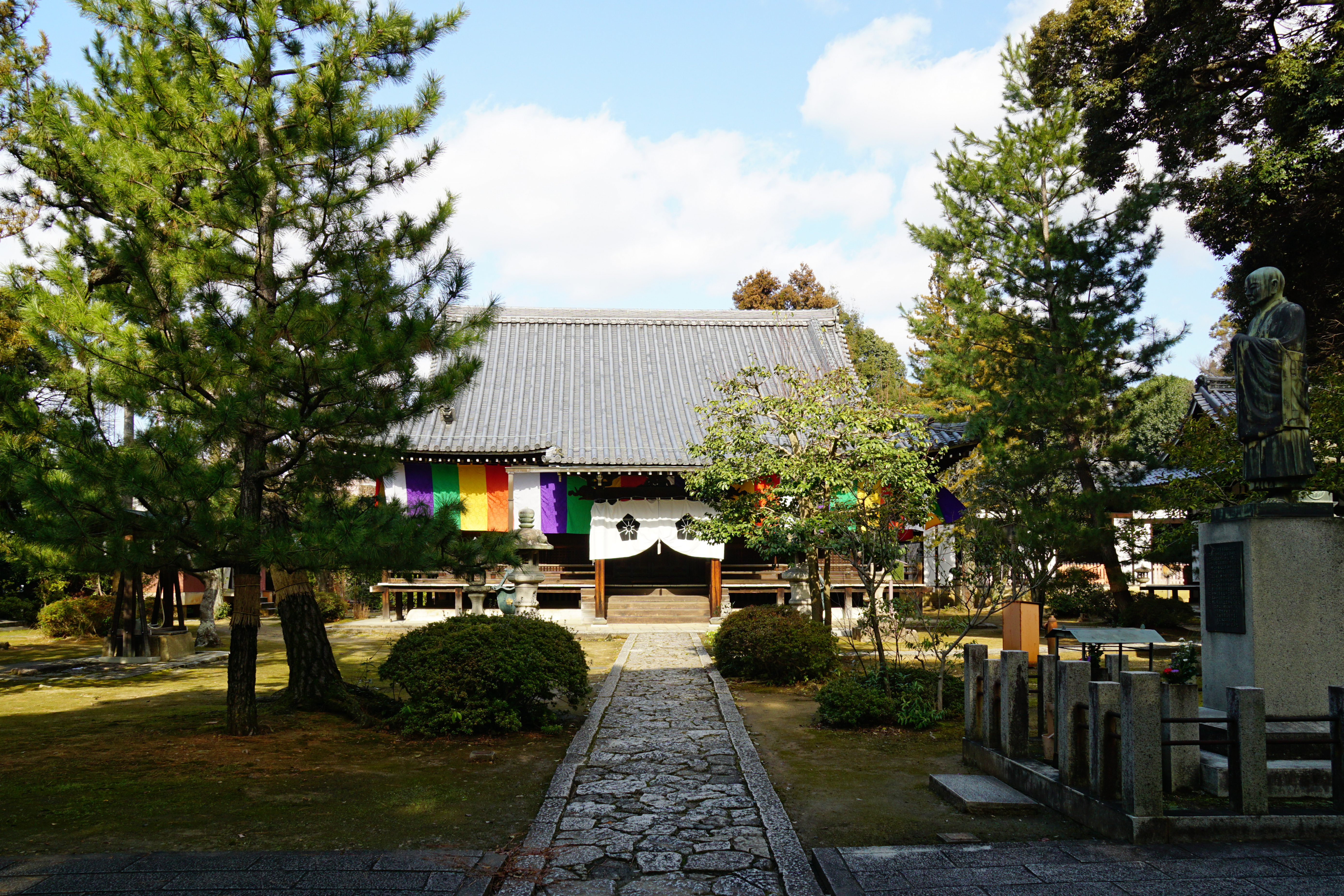
密厳堂
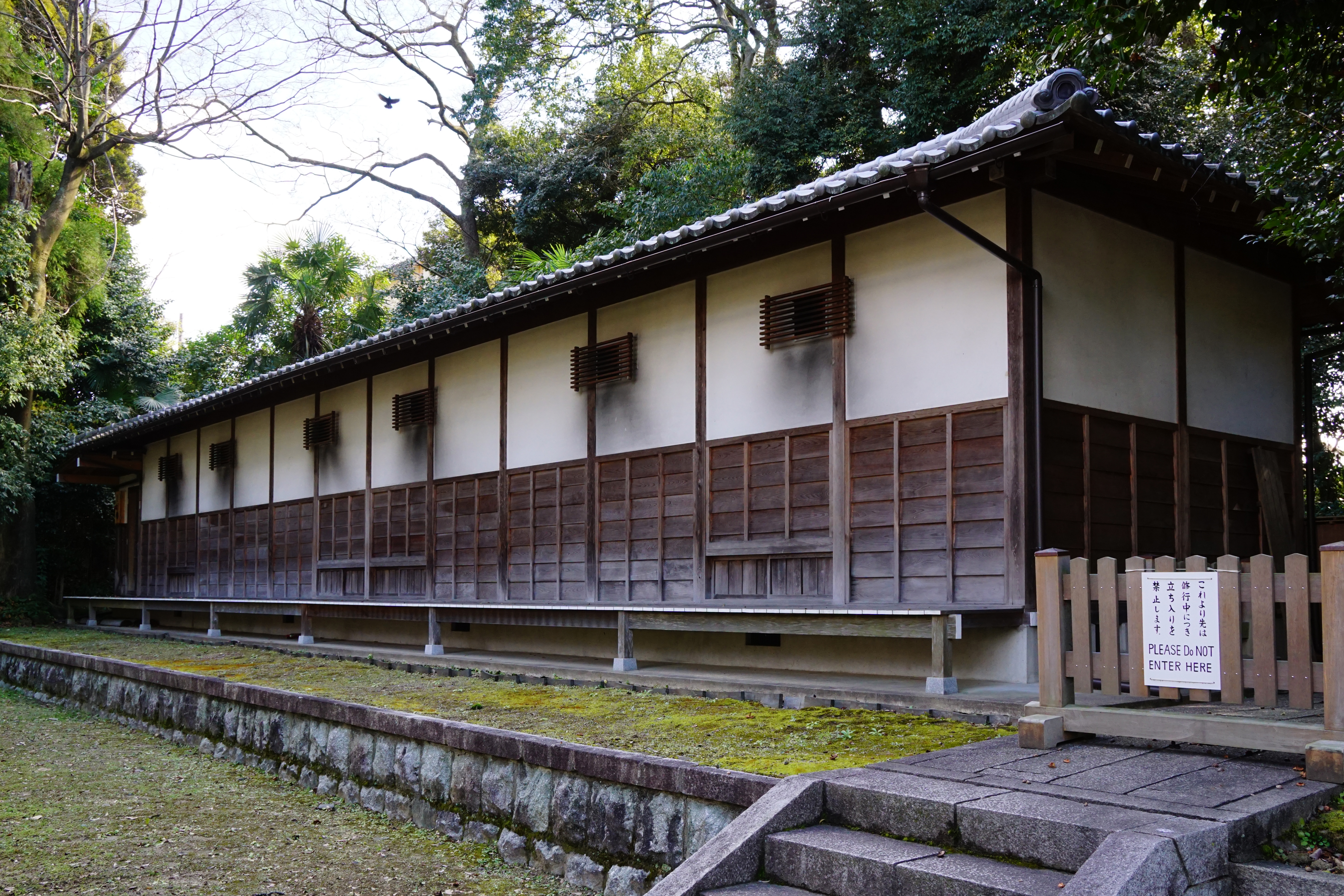
第三行堂
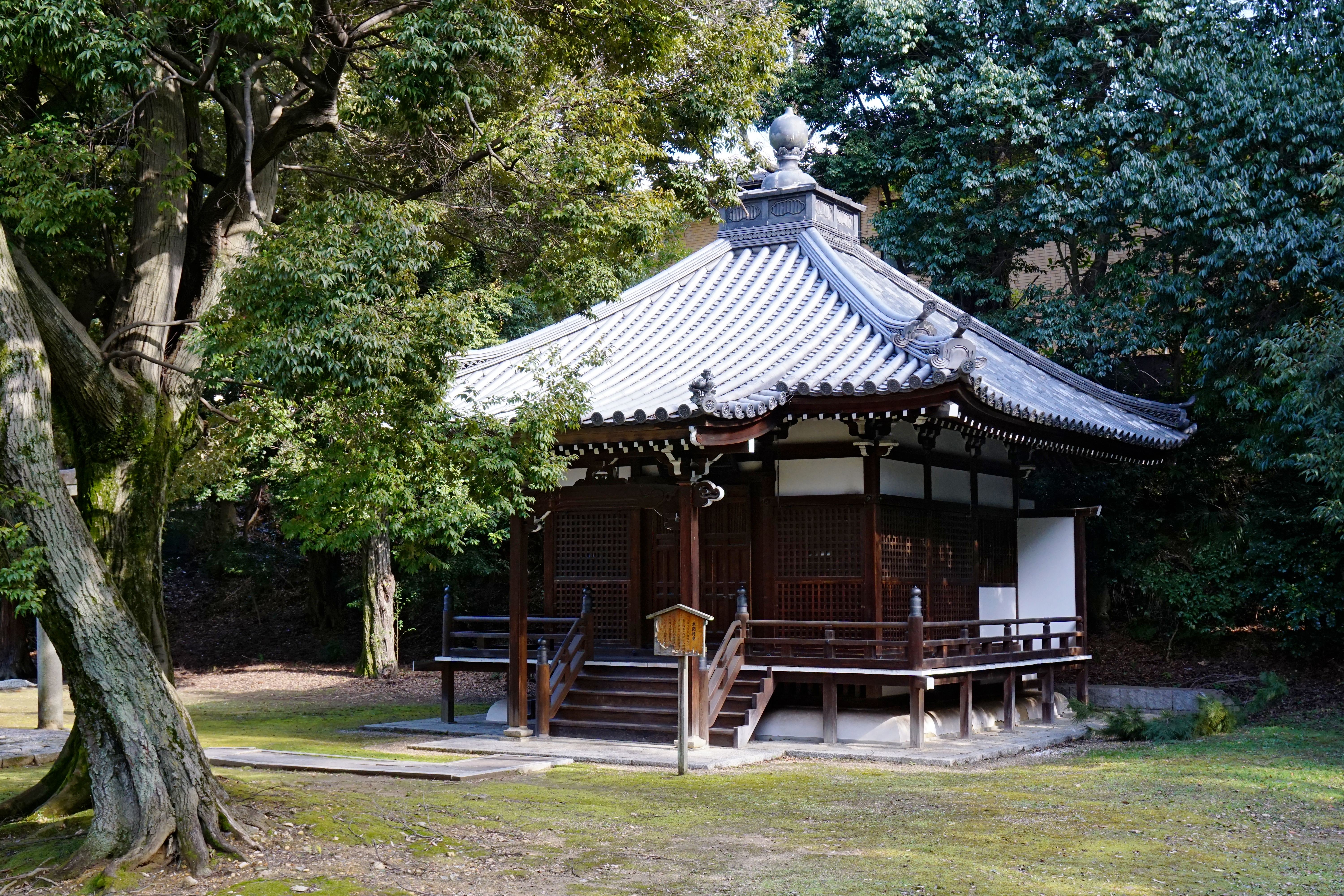
求聞持堂
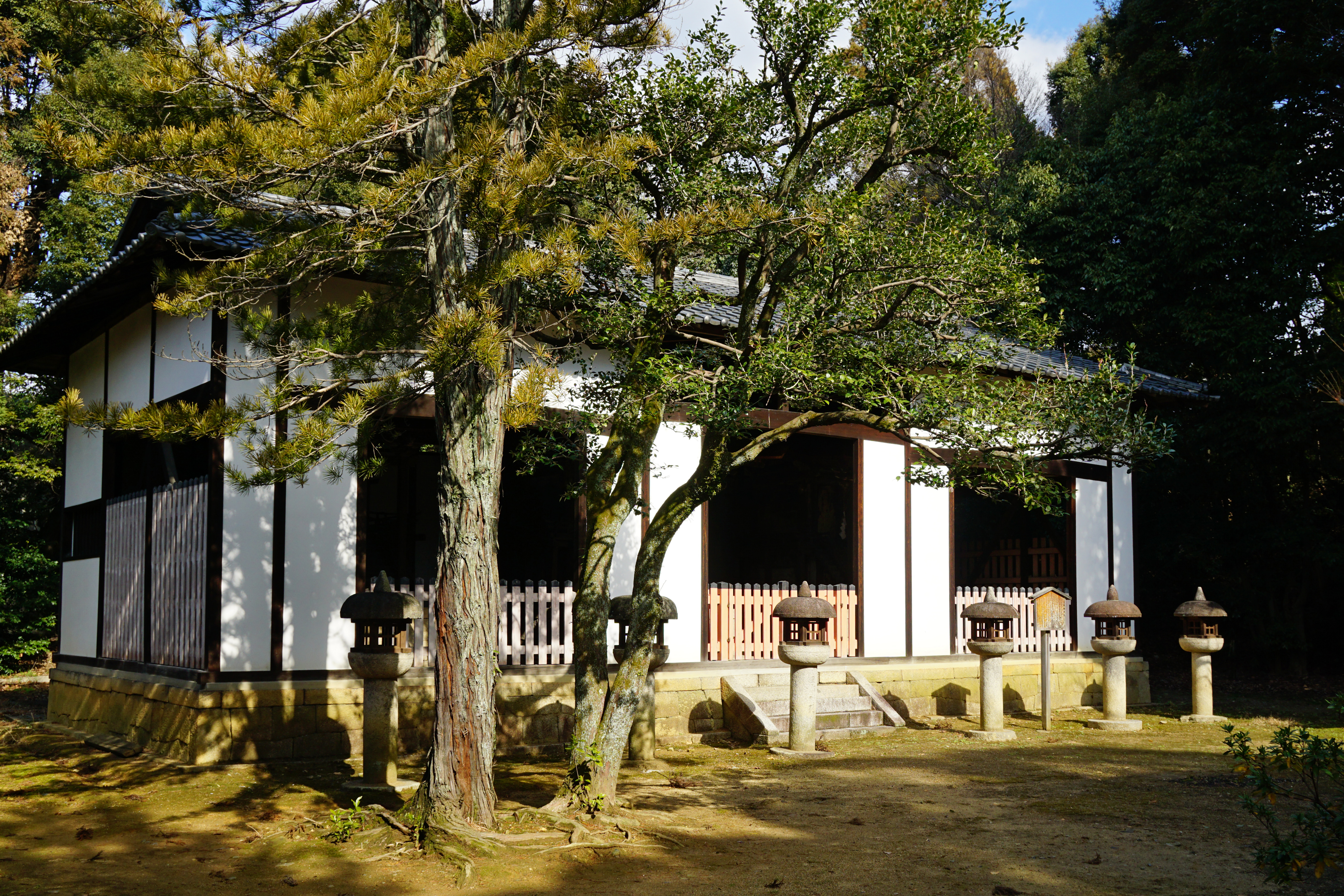
三社壇
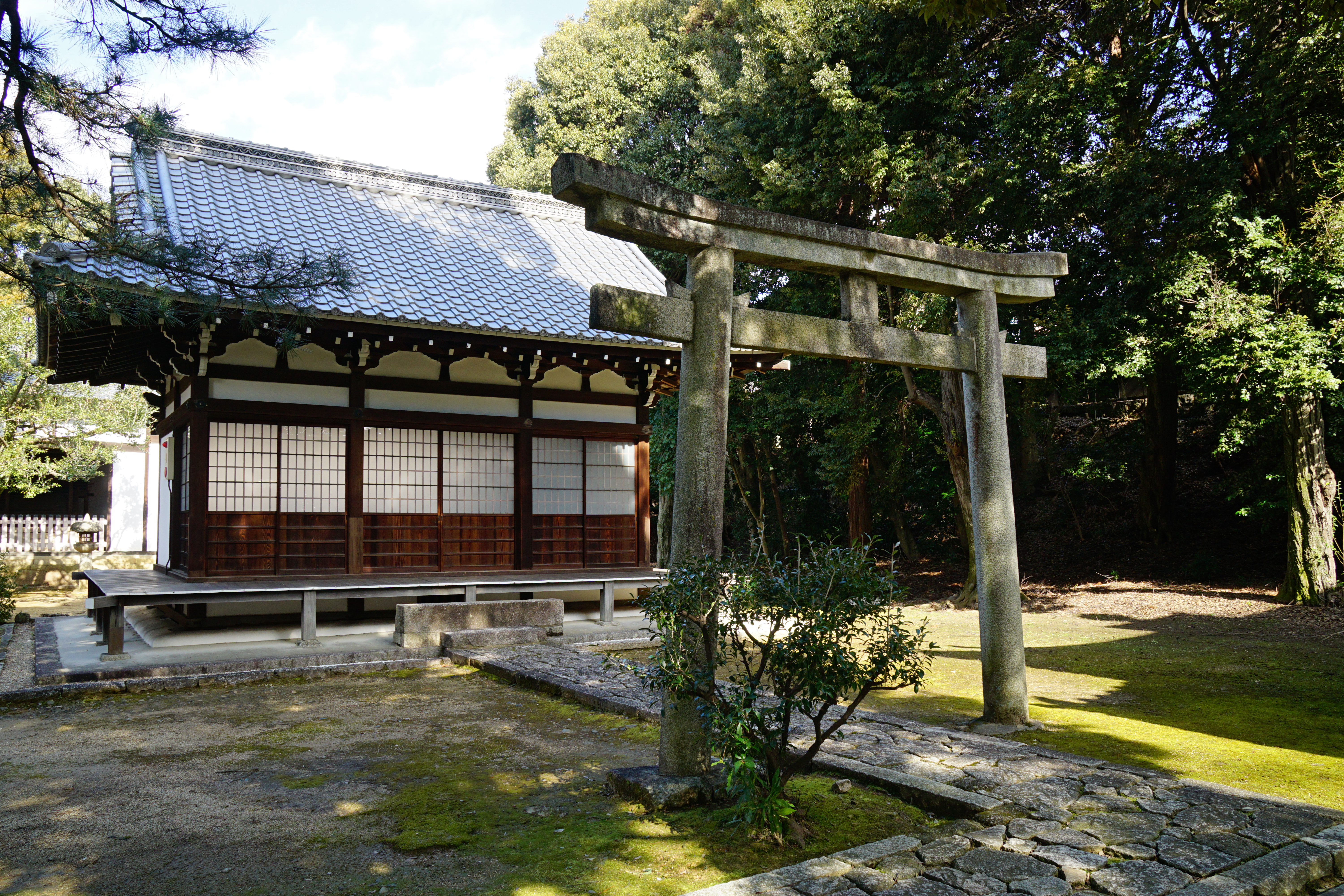
拝殿
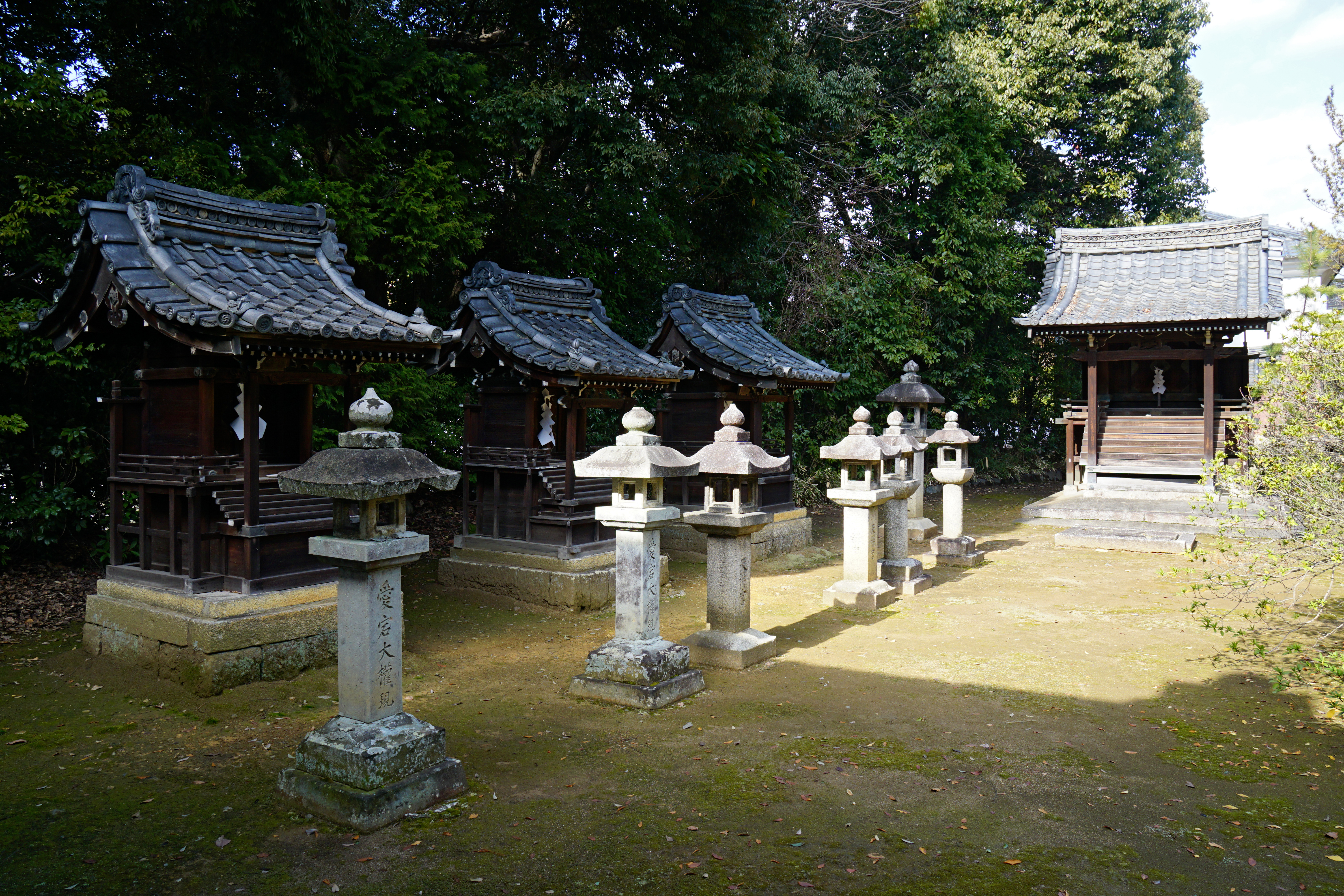
愛宕大権現、天満宮、白山大権現、藤森天王社
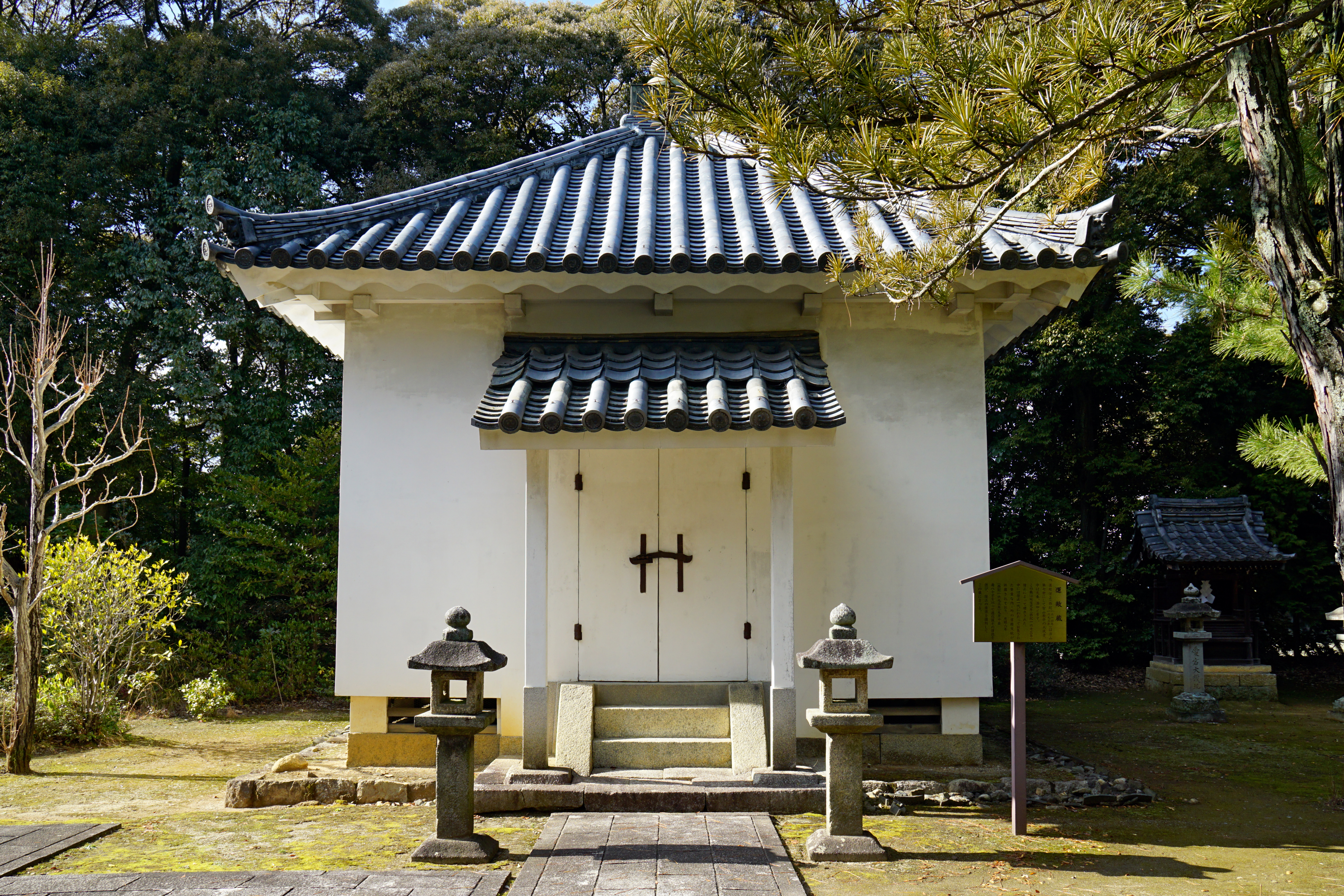
運敞蔵
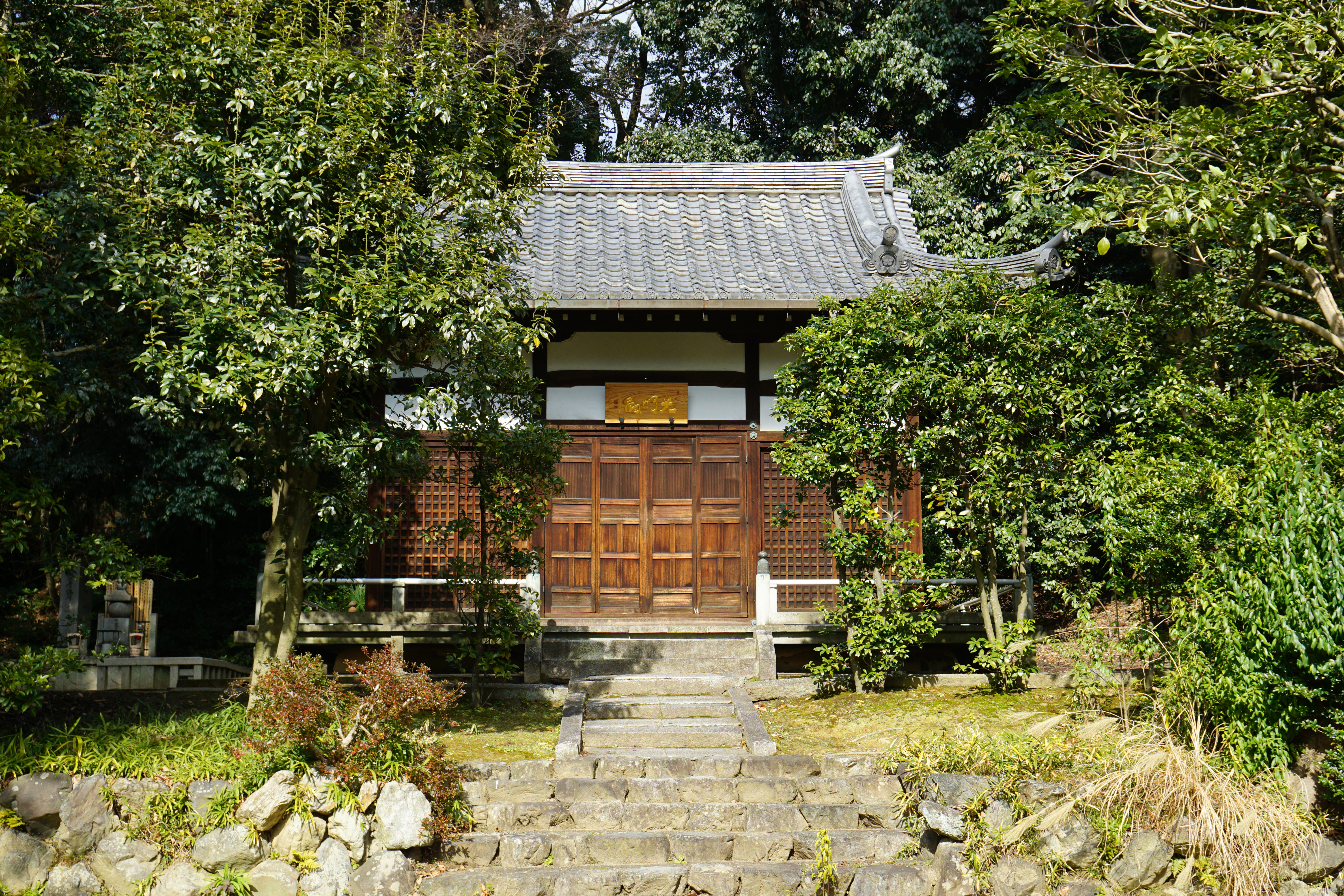
光明殿
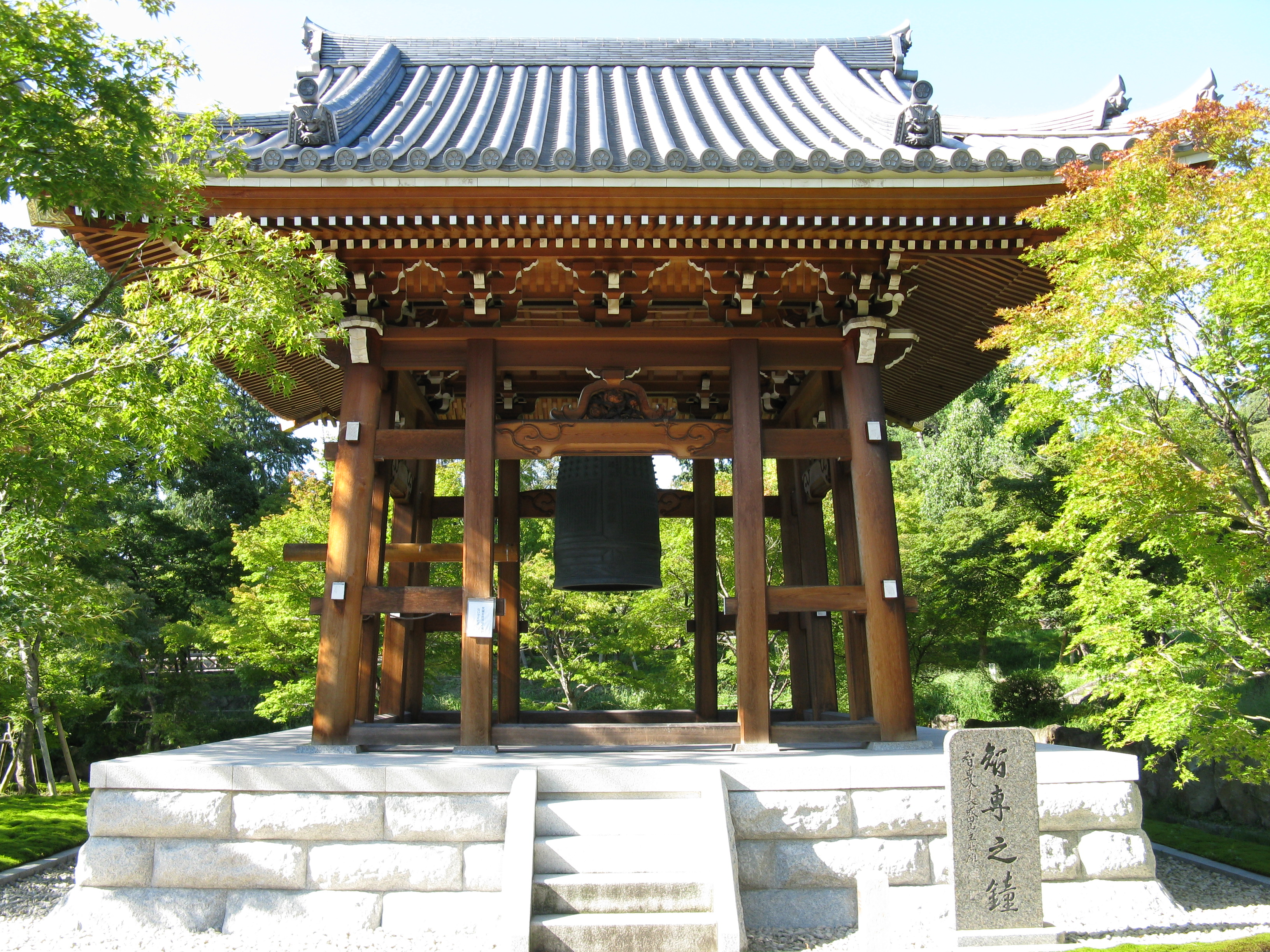
鐘楼堂
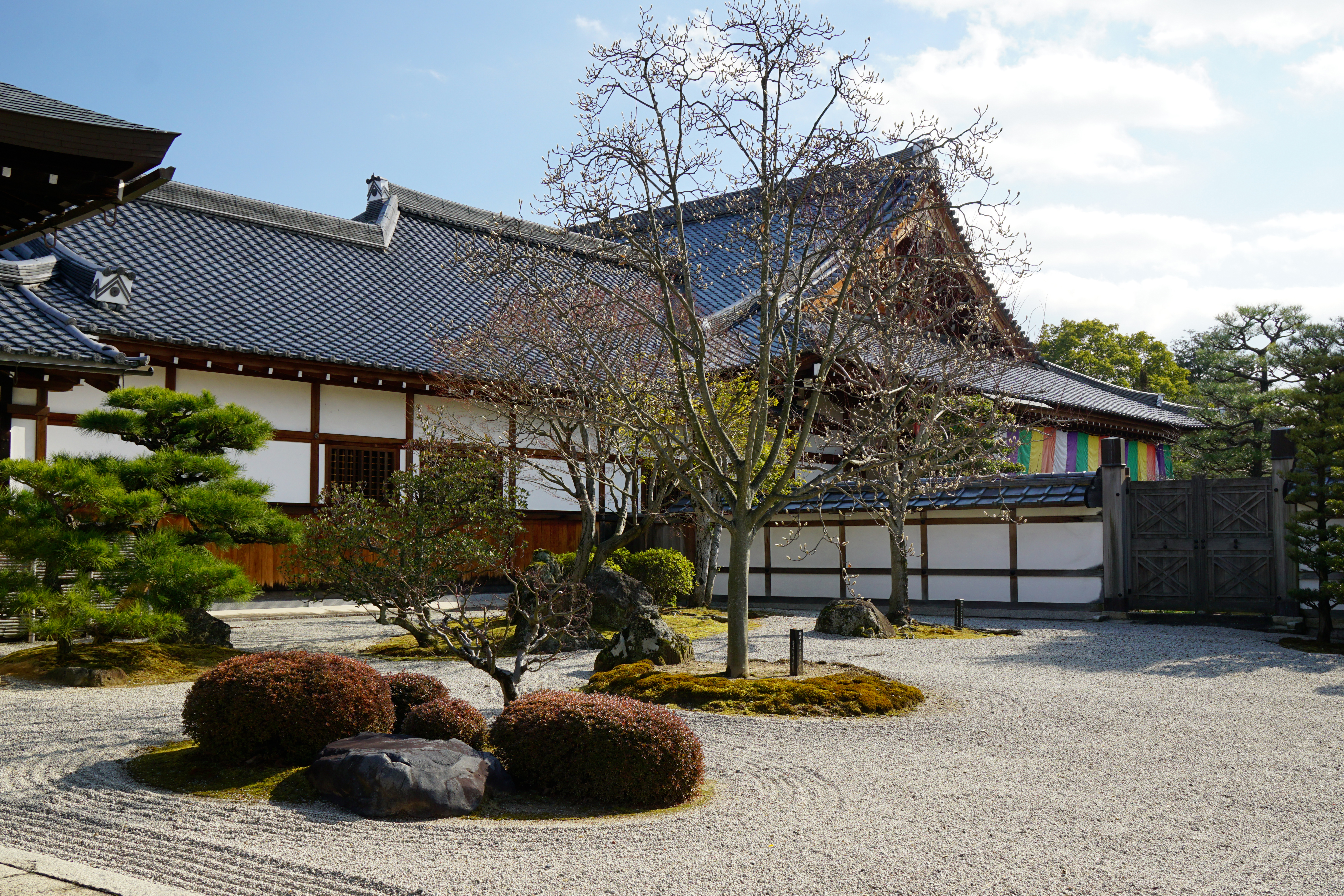
講堂と枯山水
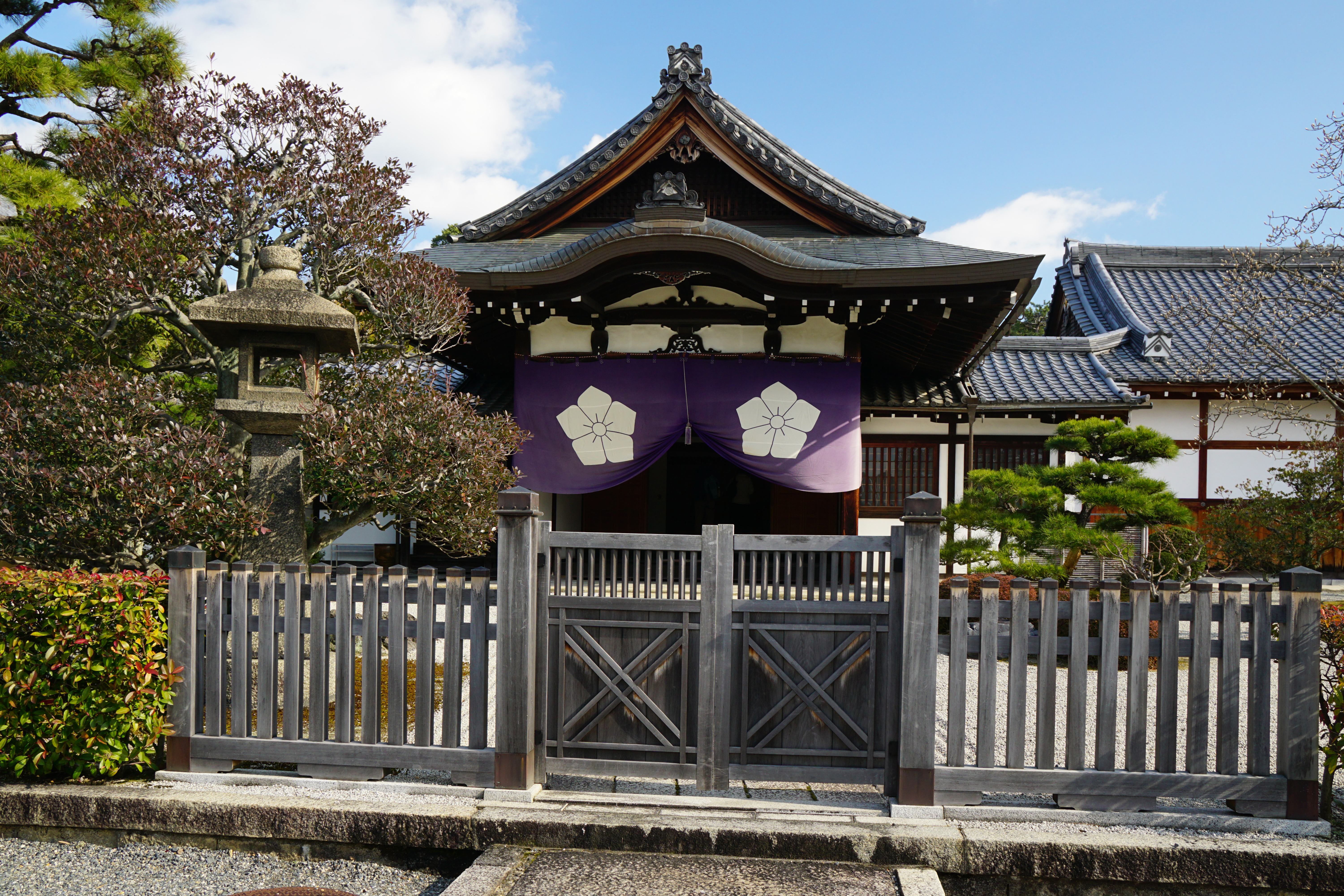
大玄関
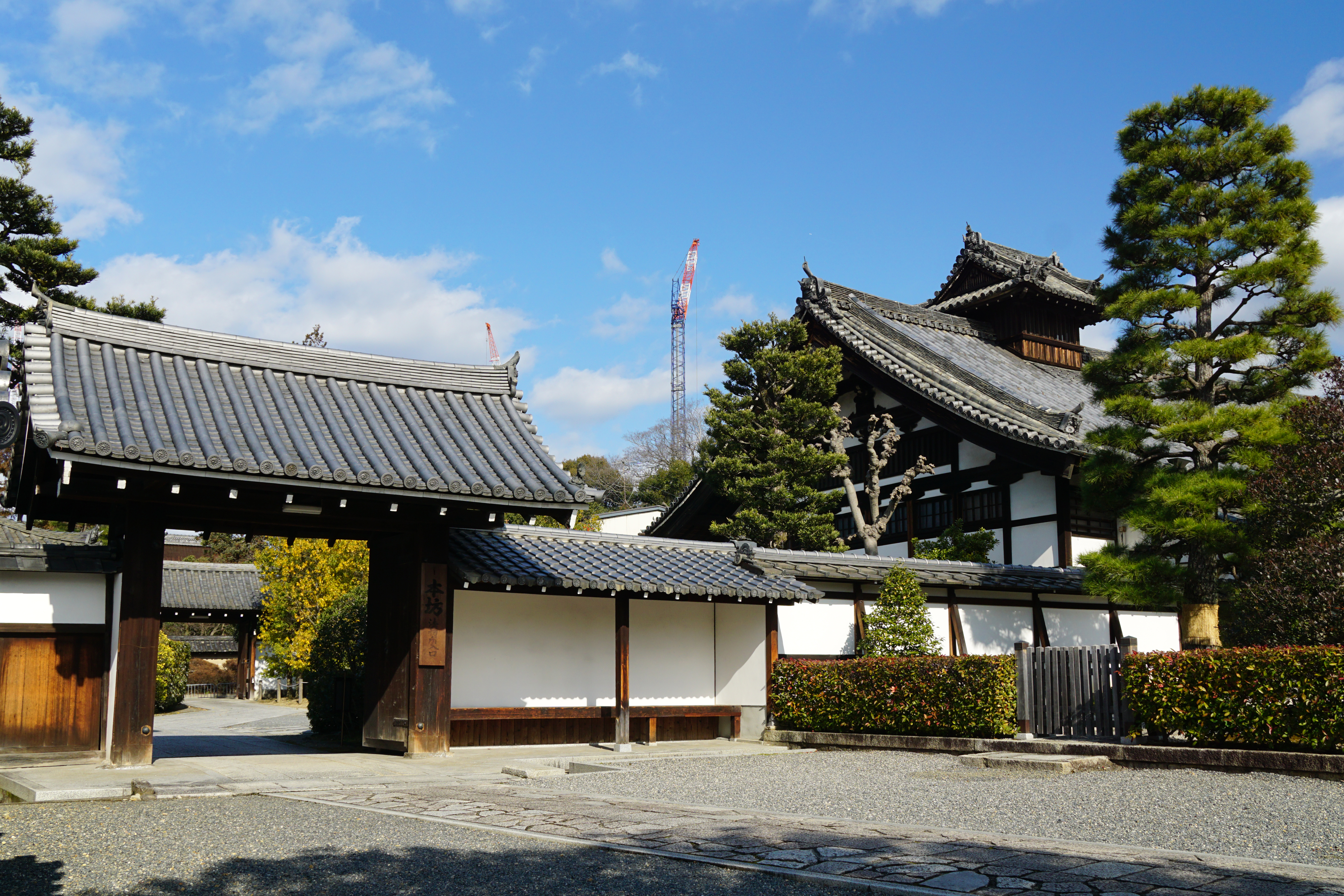
本坊
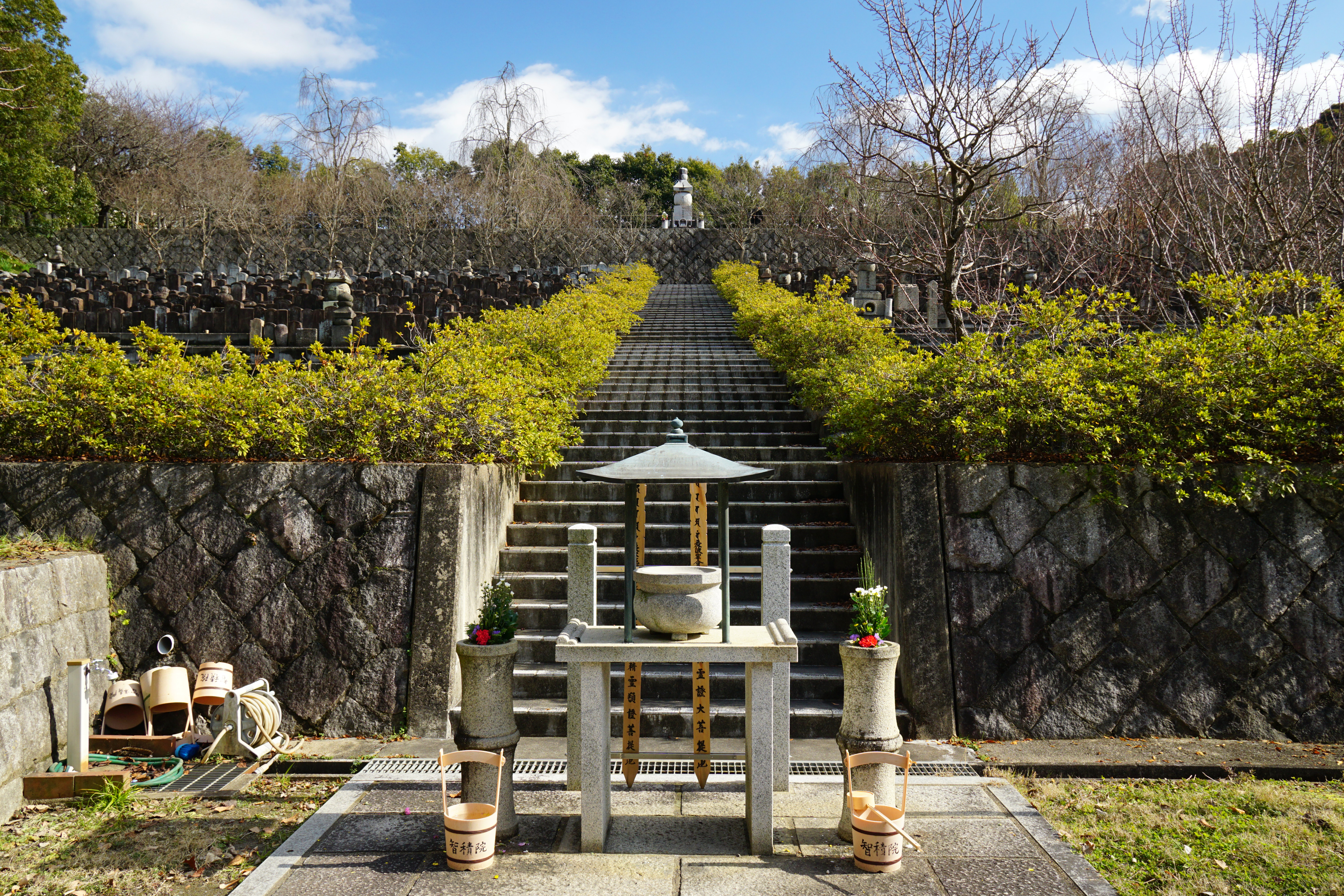
学侶墓地
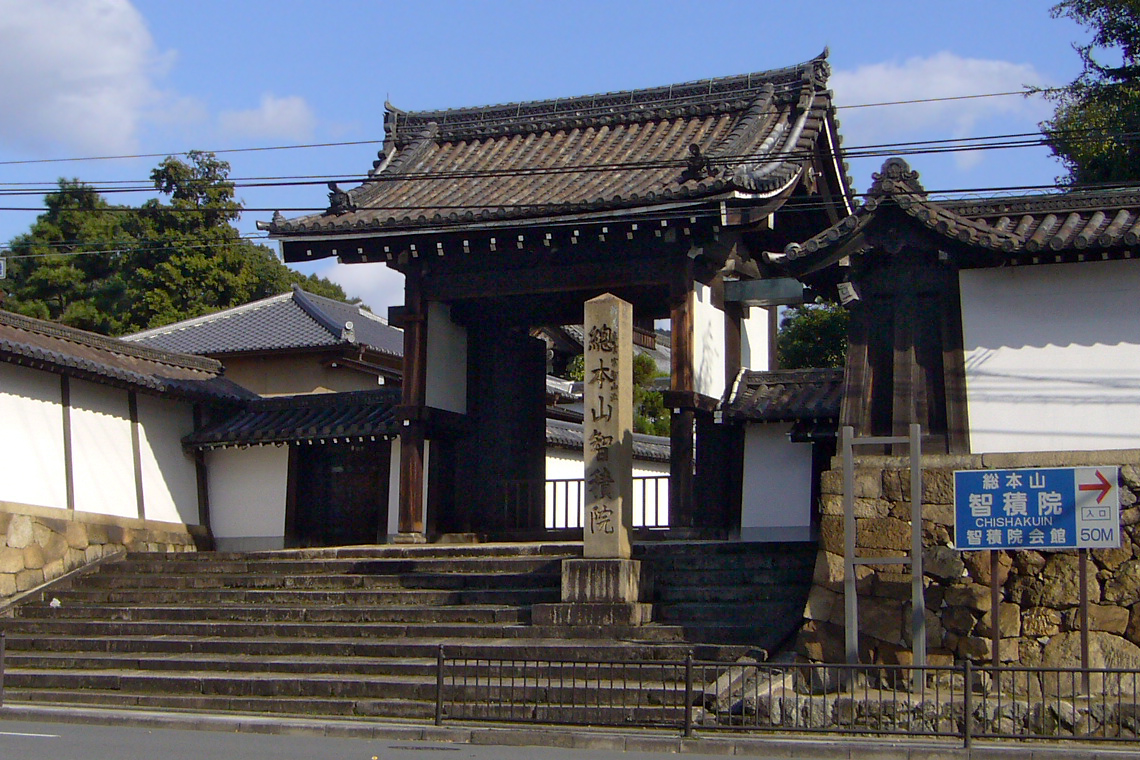
総門

## 文化財

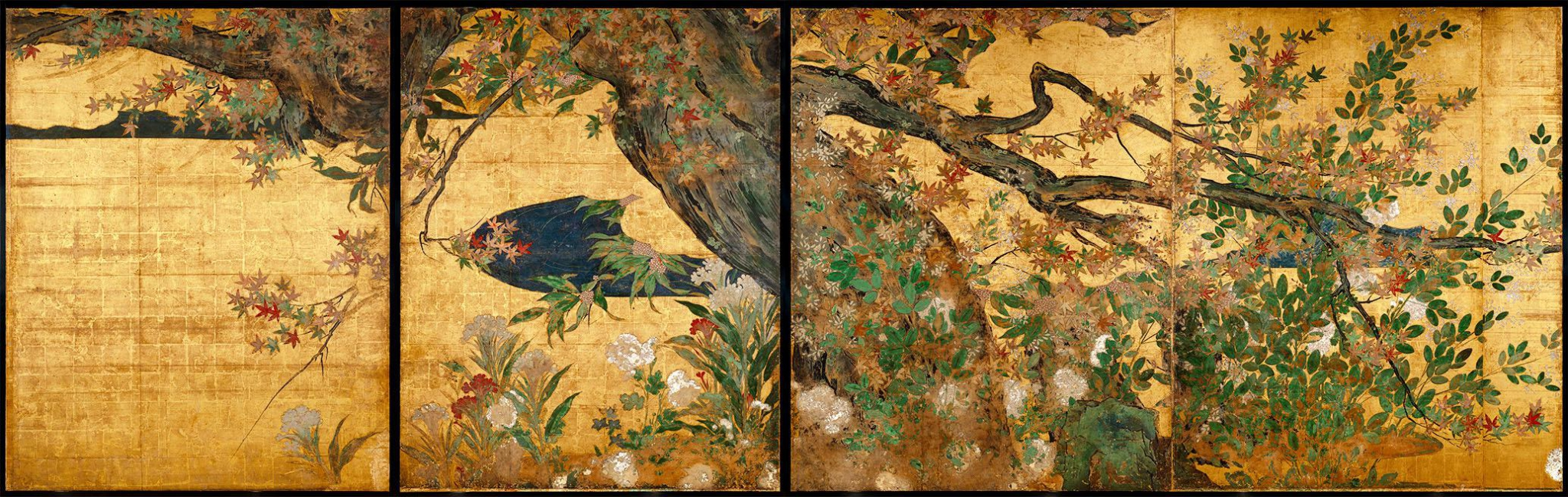
桜楓図のうち楓図 長谷川等伯筆

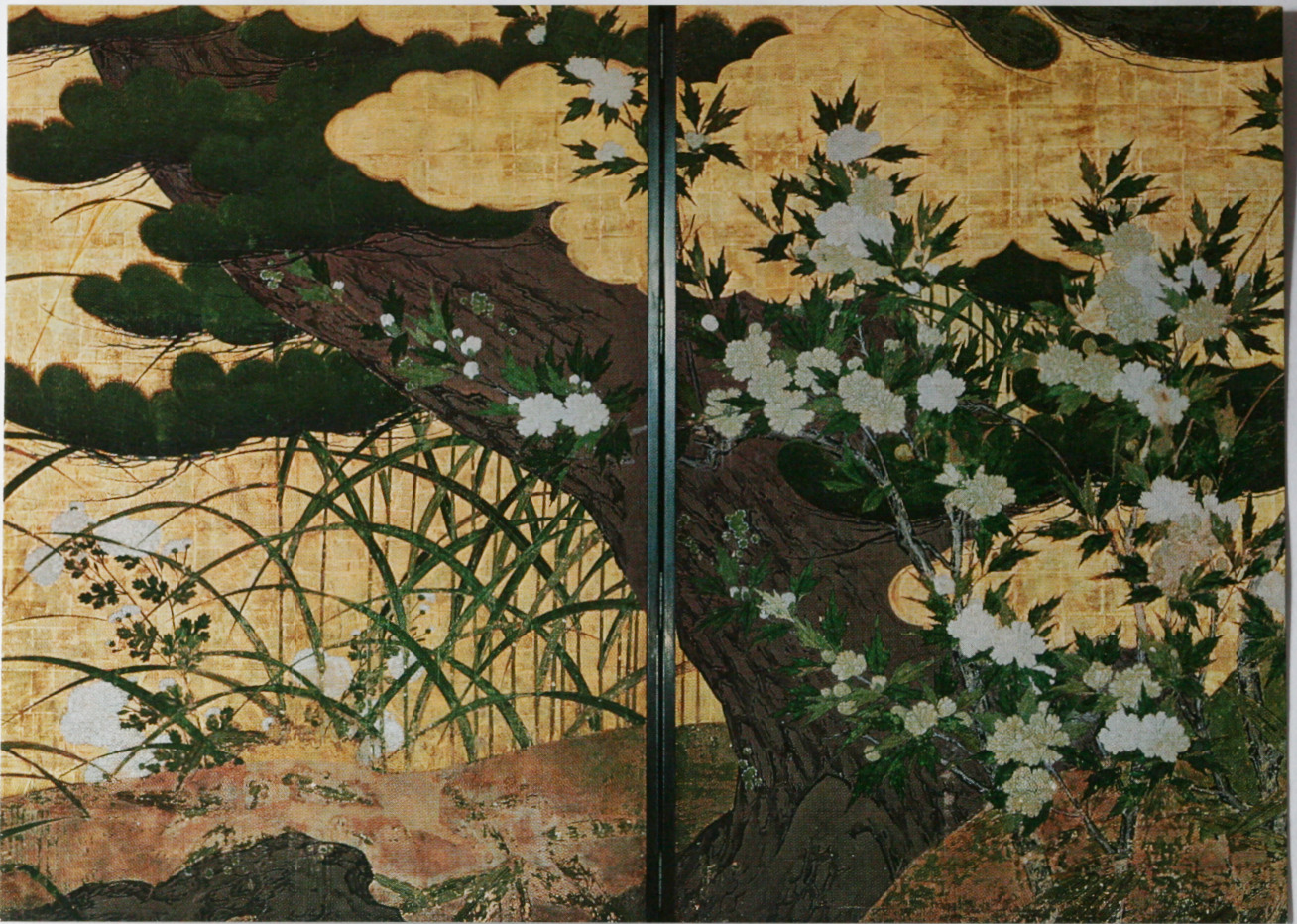
松に草花図（二曲屏風一双のうち右隻）

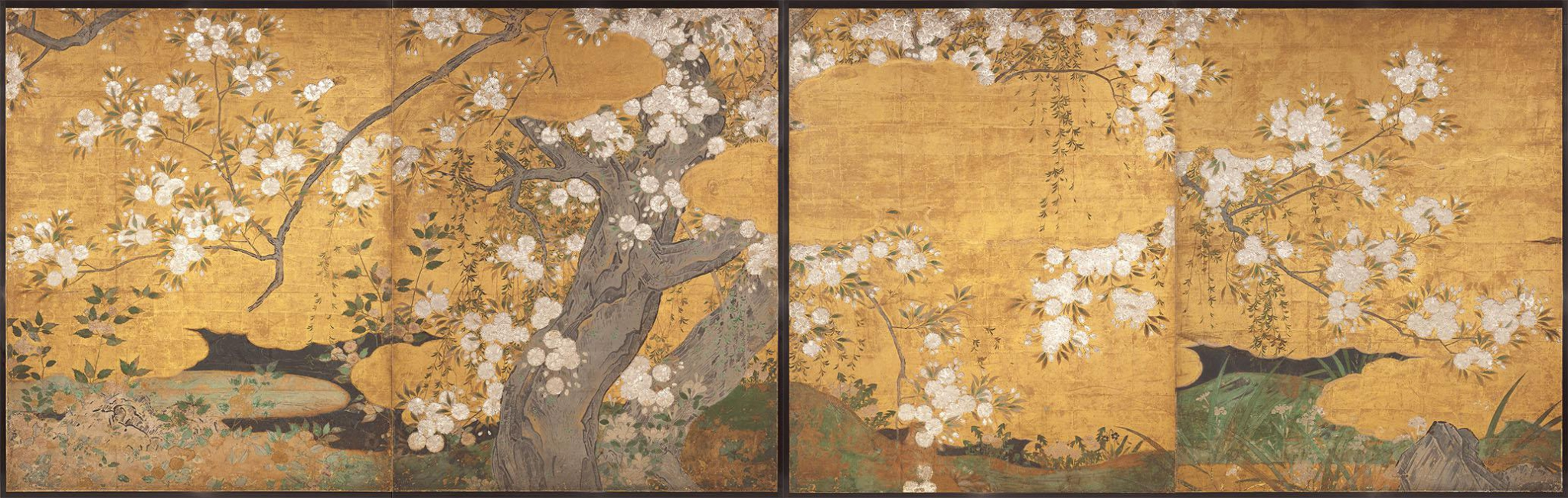
桜楓図のうち桜図 長谷川久蔵筆

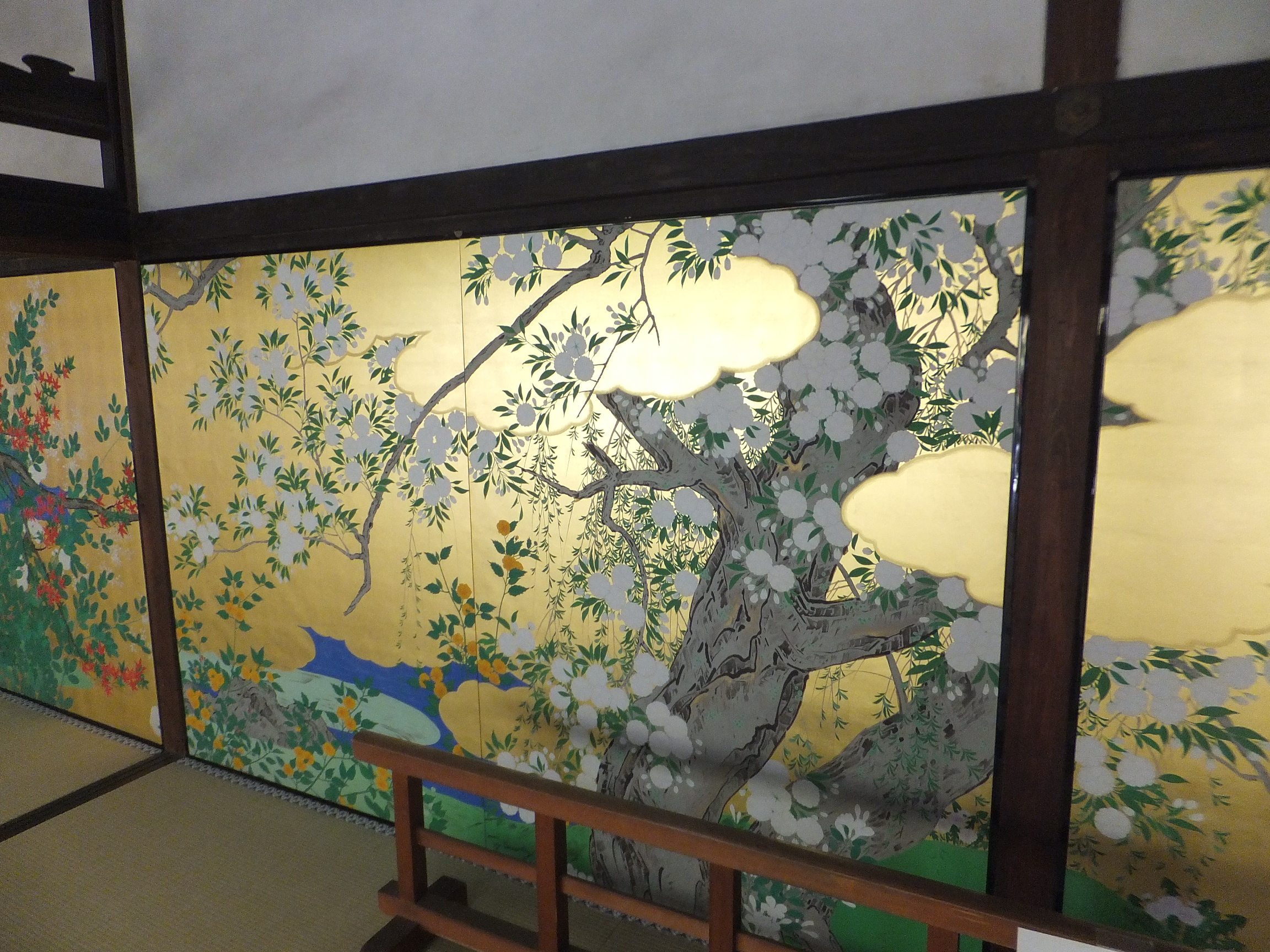
大書院にある複製障壁画（桜楓図のうち桜図）

### 国宝
- 大書院障壁画 25面 長谷川等伯・久蔵父子の作。正式の国宝指定名称は以下の通り。「桜楓図」のうちの「桜図」が等伯の子で26歳で没した久蔵の遺作とされている。
  - 紙本金地著色松に草花図 床（とこ）貼付4、壁貼付2
  - 紙本金地著色桜楓図 壁貼付9、襖貼付2　
  - 紙本金地著色松に梅図 襖貼付4
  - 紙本金地著色松に黄蜀葵及び菊図 床（とこ）貼付4
  - 附：違棚貼付、袋棚小襖等 26面
- 紙本金地著色松に草花図 二曲屏風一双　屏風装になっているが、「大書院障壁画」と一連のものである。
- 金剛経 南宋時代の書家・張即之の筆。

### 重要文化財
- 絹本著色童子経曼荼羅図
- 絹本著色孔雀明王像
- 絹本墨画滝図
- 紙本金地著色松に梅図 二曲屏風一隻
- 増壱阿含経 巻第廿九

### 国の名勝
- 智積院庭園

### 京都府指定有形文化財
- 大師堂
- 密厳堂
- 三神社本殿 3棟
- 三神社拝殿
- 鐘楼
- 絹本著色興教大師像

### 焼失した文化財
- 柳及び芦図（床間・違棚壁貼付）6面、枇杷図（襖）4面（宸殿東の間）
- 竹図（襖）4面、檜及び柏図（壁貼付）2面（宸殿西の間）

以上2件（16面）は旧国宝指定物件であったが1947年5月17日に焼失した。

### その他
- 堂本印象が描いた宸殿襖絵が数点（未指定）ある。

## 歴代化主（智積院住職）
| 世代 | 能化名     | 出身地       | 生没年月日                          | 寂年/現年齢 |
| ---- | ---------- | ------------ | ----------------------------------- | ----------- |
| 1    | 玄宥       | 下野皆川     | 享禄2(1529)～慶長10(1605)10.4       | 77歳寂      |
| 2    | 祐宜       | 下野西方     | 天文5(1536)～慶長17(1612)11.11      | 77歳寂      |
| 3    | 日誉       | 武蔵国       | 弘治2(1556)～寛永17(1640)11.20      | 85歳寂      |
| 4    | 元寿       | 下野国       | 天正3(1575)～慶安1(1648)1.13        | 74歳寂      |
| 5    | 隆長       | 越後国       | 天正14(1586)11.23～明暦2(1656)10.9  | 71歳寂      |
| 6    | 宥貞       | 上野国勢多郡 | 文禄1(1592)～寛文4(1664)5.6         | 73歳寂      |
| 7    | 運敞       | 摂津大阪     | 慶長19(1614)10.19～元禄6(1693)9.10  | 80歳寂      |
| 8    | 信盛       | 筑前国       | 元和6(1620)～元禄6(1693)1.8         | 74歳寂      |
| 9    | 宥鑁       | 甲斐国八代郡 | 寛永1(1624)～元禄15(1702)7.19       | 79歳寂      |
| 10   | 専戒       | 関西？       | 寛永17(1640)～宝永7(1710)6.24       | 71歳寂      |
| 11   | 覚眼       | 薩摩国       | 寛永20(1643)～享保10(1725)11.8      | 83歳寂      |
| 12   | 義山       | 伊予宇和島   | 正保3(1646)～享保7(1722)7.4         | 77歳寂      |
| 13   | 快存       | 薩摩国       | 正保4(1647)3.21～享保9(1724)8.29    | 78歳寂      |
| 14   | 智興       | 山城京       | 寛文1(1661)～享保13(1728)6.18       | 68歳寂      |
| 15   | 亮範       | 越前国       | 寛文10(1670)8.2～元文4(1739)9.27    | 70歳寂      |
| 16   | 鑁浄       | 大和国       | ？(？)？～延享1(1744)4.24           | ？          |
| 17   | 龍天       | 常陸真壁     | 延宝5(1677)9.21～明和4(1767)2.6     | 91歳寂      |
| 18   | 快侃       | 山城国       | 天和2(1682)～宝暦6(1756)2.13        | 75歳寂      |
| 19   | 覚遠       | 山城国       | 元禄4(1691)～明和8(1771)4.14        | 81歳寂      |
| 20   | 浄空       | 下野国       | 元禄6(1693)10.10～安永4(1775)10.28  | 83歳寂      |
| 21   | 等空       | 紀伊国       | ？(？)？～安永6(1777)6.1            | ？          |
| 22   | 動潮       | 武蔵国       | 宝永6(1709)～寛政7(1795)12.7        | 87歳寂      |
| 23   | 鑁啓       | 陸奥国       | 享保3(1718)～寛政6(1794)12.3        | 77歳寂      |
| 24   | 胎通       | 陸奥国       | 享保5(1720)～寛政10(1798)2.24       | 79歳寂      |
| 25   | 慈順       | 武蔵国       | 享保20(1735)～文化13(1816)9.19      | 82歳寂      |
| 26   | 浄光       | 安房国       | 享保14(1729)～享和3(1803)9.15       | 75歳寂      |
| 27   | 英範       | 近江国       | 享保15(1730)～文化1(1804)8.15       | 75歳寂      |
| 28   | 謙順       | 武蔵国       | 元文5(1740)～文化9(1812)9.16        | 73歳寂      |
| 29   | 観豪       | 紀伊岩手     | 延享4(1747)～文化10(1813)6.24       | 67歳寂      |
| 30   | 弘基       | 越後国古志郡 | 宝暦2(1752)～文政5(1822)12.6        | 71歳寂      |
| 31   | 亮海       | 下総太田     | 寛延3(1750)～文政11(1828)3.14       | 76歳寂      |
| 32   | 海応       | 佐渡国羽茂郡 | 明和6(1769)～天保4(1833)11.29       | 63歳寂      |
| 33   | 隆瑜       | 安房国安房郡 | 安永2(1773)～嘉永3(1850)4.3         | 78歳寂      |
| 34   | 禅宅       | 武蔵国足立郡 | 天明5(1785)～嘉永4(1851)2.16        | 67歳寂      |
| 35   | 先晋       | 武蔵国       | 安永1(1772)～弘化4(1847)12.17       | 76歳寂      |
| 36   | 範恵       | 山城国       | 天明8(1788)～嘉永3(1850)4.1         | 63歳寂      |
| 37   | 信海       | 三河国       | 天明3(1783)～安政3(1856)2.22        | 74歳寂      |
| 38   | 頼如       | 安房国安房郡 | 享和1(1801)～文久2(1862)8.24        | 62歳寂      |
| 39   | 隆栄       | 安房国安房郡 | 文化6(1809)～慶応3(1867)7.17        | 59歳寂      |
| 40   | 丹藤弘現   | 新潟県       | 文政1(1818)～明治11(1878)12.1       | 61歳寂      |
| 41   | 佐々木義範 | 新潟県       | 天保1(1830)～明治11(1878)9.10       | 49歳寂      |
| 42   | 松平実因   | 愛知県       | 文政3(1820)～明治22(1889)11.30      | 70歳寂      |
| 43   | 金剛宥性   | 千葉県       | 文政4(1821)～明治28(1895)1.13       | 75歳寂      |
| 44   | 佐伯隆基   | 福島県       | 天保2(1831)11.16～明治30(1897)10.3  | 67歳寂      |
| 45   | 船岡芳勝   | 新潟県       | 天保11(1840)1.20～明治29(1896)11.5  | 57歳寂      |
| 46   | 三神快運   | 新潟県       | 天保7(1836)8.13～明治38(1905)5.7    | 70歳寂      |
| 47   | 瑜伽教如   | 新潟県       | 弘化4(1847)7.12～昭和3(1928)12.20   | 82歳寂      |
| 48   | 伊藤宗盛   | 山形県       | 弘化1(1844)4.15～大正8(1919)12.16   | 76歳寂      |
| 49   | 大江存良   | 京都府       | 嘉永5(1852)～昭和3(1928)5.5         | 77歳寂      |
| 50   | 武藤範秀   | 京都府       | 慶応2(1866)7.12～昭和17(1942)3.18   | 77歳寂      |
| 51   | 滝 承天    | 愛知県       | 嘉永6(1853)10.8～昭和16(1941)9.11   | 89歳寂      |
| 52   | 青木栄豊   | 千葉県       | 安政4(1857)12.20～昭和11(1936)10.8  | 80歳寂      |
| 53   | 旭 純栄    | 茨城県       | 元治1(1864)7.16～昭和23(1948)3.31   | 84歳寂      |
| 54   | 斎藤隆現   | 石川県       | 明治1(1868)7.27～昭和22(1947)9.17   | 79歳寂      |
| 55   | 高井観海   | 和歌山県     | 明治18(1885)7.1～昭和28(1953)1.9    | 67歳寂      |
| 56   | 御嶽隆道   | 福井県       | 明治18(1885)8.19～昭和34(1959)1.4   | 73歳寂      |
| 57   | 倉持秀峰   | 埼玉県       | 明治24(1891)8.14～昭和47(1972)3.2   | 80歳寂      |
| 58   | 松平実亮   | 愛知県       | 明治16(1883)10.24～昭和42(1967)10.4 | 83歳寂      |
| 59   | 秋山祐雅   | 東京都       | 明治28(1895)9.25～平成1(1989)9.23   | 93歳寂      |
| 60   | 那須政隆   | 愛知県       | 明治27(1894)8.15～昭和62(1987)5.31  | 92歳寂      |
| 61   | 竹村教智   | 福島県       | 明治29(1896)9.10～平成2(1990)4.26   | 93歳寂      |
| 62   | 芙蓉良順   | 愛知県       | 明治33(1900)12.13～昭和58(1983)8.17 | 82歳寂      |
| 63   | 上野頼栄   | 福島県       | 明治39(1906)5.12～平成5(1993)11.6   | 87歳寂      |
| 64   | 小峰順誉   | 東京都       | 明治33(1900)2.4～平成2(1990)9.24    | 90歳寂      |
| 65   | 藤井龍心   | 大阪府       | 明治36(1903)7.21～平成10(1998)4.13  | 94歳寂      |
| 66   | 高井隆秀   | 滋賀県       | 大正5(1916)3.31～平成11(1999)5.18   | 83歳寂      |
| 67   | 近藤隆敬   | 東京都       | 明治45(1912)1.21～平成13(2001)2.9   | 89歳寂      |
| 68   | 宮坂宥勝   | 長野県       | 大正10(1921)5.20～平成23(2011)1.11  | 89歳寂      |
| 69   | 阿部龍文   | 東京都       | 大正13(1924)4.5～平成29(2017)1.31   | 92歳寂      |
| 70   | 寺田信秀   | 千葉県       | 大正8(1919)11.22～令和5(2023)1.3    | 103歳寂     |
| 71   | 小峰一允   | 東京都       | 昭和8(1933)7.1～令和6(2024)6.3      | 90歳寂      |
| 72   | 布施浄慧   | 埼玉県       | 昭和9(1934)3.25～                   | 90歳        |

## 前後の札所
真言宗十八本山
6 仁和寺　-　7 智積院　-　8 泉涌寺
近畿三十六不動尊霊場
19 青蓮院　-　20 智積院　-　21 中山寺
京都十三仏霊場
1 智積院　-　2 清凉寺
神仏霊場巡拝の道
119 妙法院　-　120 智積院　-　121 泉涌寺

## 拝観
金堂や明王殿などは無料で拝観でき、中に入ることもできる。大師堂や密厳堂も無料で参拝できる。収蔵庫、講堂、大書院、名勝庭園は有料拝観となる。宸殿はまれにある特別公開時以外の拝観はできない。参拝者の駐車は無料である。

## 交通アクセス
- 京都市営バス「東山七条」（86・88・急行100・急行106・急行110・202・206・207・208系統）下車、徒歩3分
- 京阪本線 七条駅 徒歩7分

## 周辺情報
- 京都国立博物館
- 三十三間堂
- 豊国神社
- 妙法院
- 方広寺（「国家安康」の梵鐘）
- 京都女子大学
- 河井寛次郎記念館（工房跡）